# 中本匠栄
中本 匠栄（なかもと しょうえい、1987年4月10日 - ）は、熊本県宇土市出身の競輪選手。日本競輪選手会熊本支部所属、ホームバンクは熊本競輪場。日本競輪学校（当時。以下、競輪学校）第97期生。師匠は、小西浩一郎（55期）。

## 来歴
秀岳館高等学校では自転車競技部で活動するも、競輪学校は6度目の受験の末合格。在校競走成績は44位（4勝）だった。
2010年1月2日、高松競輪場でデビューし8着。初勝利は同年1月3日の同場。
2020年9月21日、伊東温泉競輪場で行われた第36回共同通信社杯競輪決勝戦で、逃げる山崎賢人 - 山田英明の九州3番手でレースを進め、1着で入線した山田に続き当初は2着で入線した。しかし、山田が2センター付近で吉澤純平を落車させたとして失格となり、2着入線の中本が繰り上がって優勝。特別競輪初制覇となった。
2023年10月9日、熊本記念火の国杯争奪戦in久留米でGIII初優勝。